# Capsiuts
Capsiuts (en francès Captieux) és un municipi francès situat al departament de la Gironda i a la regió de la Nova Aquitània.

## Demografia
| 1962                                       | 1968  | 1975  | 1982  | 1990  | 1999  | 2007  |
| ------------------------------------------ | ----- | ----- | ----- | ----- | ----- | ----- |
| 1.358                                      | 1.646 | 1.669 | 1.742 | 1.707 | 1.503 | 1.399 |
| Des de 1962: població sense dobles comptes |       |       |       |       |       |       |

## Administració
| Període   | Identitat        | Partit |
| --------- | ---------------- | ------ |
| -2001     | Marc Lalanne     | PS     |
| 2001-2008 | Viviane Durantau | PS     |
| 2008-     | Georges Bernard  |        |